# راندي ماتسون
جيمس راندل "راندي" ماتسون (من مواليد 5 مارس 1945) لاعب ألعاب قوى أمريكي، تنافس بشكل متخصص في دفع الجلة، فاز بالميدالية الذهبية في الألعاب الأولمبية الصيفية 1964 والميدالية الفضية في دورة الألعاب الأولمبية الصيفية 1968.

## نشأته
نشأ راندي ماتسون، ابن تشارلز وإيلين ماتسون في بامبا، عاصمة مقاطعة غراي، في منطقة بانهاندل في تكساس. في الثانية عشرة من عمره شارك في أول سباق جري، فاز في سباقات 50 ياردة، و100 ياردة، والقفز الطويل، والقفز العالي، وحل سادسًا في دفع الجلة. التحق بمدرسة بامبا الثانوية، حيث برز في رياضات أخرى في كرة القدم الأمريكية، وكرة السلة، فاز بلقب أفضل لاعب في كرة القدم الأمريكية، وكان لاعبًا في أفضل لاعب في المنطقة مرتين، ولاعبًا في أفضل لاعب في الولاية مرة واحدة، بمعدل 15 نقطة في المباراة الواحدة. في ألعاب القوى، فاز ببطولة الولاية مرتين في رمي الجلة والقرص، وتمكن من قطع مسافة 100 ياردة في 10.2 ثانية. هذا ما أهله لنيل لقب أفضل رياضي في الولاية وأفضل رياضي أمريكي في ألعاب القوى. كما نال لقب "رياضي العام في المدرسة الثانوية" من مجلة "أخبار ألعاب القوى" عام 1963. كما تم اختيار ماتسون أيضًا كأفضل رياضي في العام من قبل مجلة أخبار المسار والميدان في عام 1970.

## مسيرته الرياضية
يُعد ماتسون أحد أعظم لاعبي دفع الجلة في تاريخ هذه الرياضة، ويعود الفضل في ذلك بشكل رئيسي إلى تحطيمه الرقم القياسي العالمي بمسافة متر واحد عام 1965. التحق بجامعة تكساس إيه آند إم، حيث واصل تطوير مهاراته في دفع الجلة، وفي أول عام كامل له باستخدام رمية الكلية الأثقل (16 رطلاً)، فاز ماتسون بالميدالية الفضية الأولمبية في  الألعاب الأولمبية الصيفية في طوكيو عام 1964.
من عام 1965 إلى عام 1971، شارك ماتسون في 79 مسابقة، وفاز في 73 منها. وخلال فترة شهرين في عام 1965، حطم الرقم القياسي العالمي ثلاث مرات، مضيفًا أكثر من قدمين إلى الرقم السابق، حتى بلغ 21.52 مترًا (70 قدمًا و7 بوصات). خلال هذه الفترة، كان لديه منافسة شرسة مع نيل شتاينهاور، لكنه كان عادةً ما يتفوق عليه.
حصل ماتسون على درجة البكالوريوس في إدارة الأعمال في التسويق من جامعة تكساس إيه آند إم عام 1967. وتم اختياره في الجولة الخامسة (الاختيار رقم 120 إجمالاً) من قبل فريق أتلانتا فالكونز في دوري كرة القدم الأمريكية الوطني، وفي الجولة الحادية عشرة (122 إجمالاً) لفريق سياتل سوبرسونيكس من الرابطة الوطنية لكرة السلة. رفض ماتسون كلا الفرصتين للتركيز على ألعاب القوى.
حسّن ماتسون رقمه القياسي العالمي إلى 21.78 مترًا (71 قدمًا و5 بوصات) عام 1967، وحصل على جائزة جيمس إي. سوليفان، التي تُمنح لأفضل رياضي هاوٍ في البلاد. كما فاز بالميدالية الذهبية الأولمبية في دورة ألعاب مكسيكو سيتي عام 1968، واختير رياضي العام في مجلة أخبار ألعاب القوى لعام 1970. وظهر على غلافي المجلة في يونيو 1970 ويناير 1971.
في عام 1967، رمى القرص إلى مسافة ثلاث بوصات (8 سم) من الرقم القياسي العالمي، واعتُبر لفترة وجيزة بطلًا أولمبيًا محتملًا في رمي الجلة والقرص في عام 1924 - لكن ماتسون تنافس في رمي الجلة فقط في مكسيكو سيتي. في ذلك اليوم نفسه، رمى ماتسون الجلة فوق 70 قدمًا ثلاث مرات والقرص فوق 200 قدم ثلاث مرات.
كاد أن ينضم إلى فريق أولمبياد 1972 عندما احتل المركز الرابع في التجارب الأولمبية. تقاعد ماتسون بعد تلك المسابقة باعتباره الرجل الوحيد الذي، حتى ذلك الوقت، رمى الجلة فوق 70 قدمًا. تم إدخاله إلى قاعة مشاهير جامعة تكساس إيه آند إم في عام 1972، وقاعة مشاهير الرياضة في تكساس في عام 1974، وقاعة مشاهير الرياضة الوطنية في عام 1981، وقاعة مشاهير المضمار والميدان الوطنية في عام 1984، وقاعة مشاهير الرياضة في المدارس الثانوية الوطنية في عام 1988 وقاعة مشاهير مدربي المضمار والميدان في تكساس في عام 2012.

## بعد الاعتوال
كرّس ماتسون مسيرته المهنية بعد اعتزاله الرياضة لجامعة تكساس إيه آند إم. انضم إلى رابطة الطلاب السابقين عام 1972، وشغل منصب المدير التنفيذي لها من عام 1979 حتى تقاعده عام 1999؛ وقد تشرف لاحقًا باختياره المتحدث الرئيسي في تجمع طلاب جامعة تكساس إيه آند إم لعام 2000 الذي أقيم في حرم الجامعة. أنشأت مؤسسة جامعة تكساس إيه آند إم منصب كبير مسؤولي الأعمال الخيرية في عام 2003، وبعد أن أكملت المؤسسة حملة جمع التبرعات "روح واحدة، رؤية واحدة" عام 2007، متجاوزةً بذلك هدفها بكثير، أعلن ماتسون استقالته. كان قد عانى من مشكلة في القلب عام 2004، ورغب في قضاء المزيد من الوقت مع أحفاده.

## حياته الشخصية
ماتسون متزوج من مارغريت بيرنز، خريجة جامعة أبيلين كريستيان عام 1966، حيث عملت كمشجعة. لديهما ثلاثة أطفال جيسيكا، جيم، كول، وجميعهم تخرجوا من جامعة تكساس إيه آند إم. يعيش ماتسون وعائلته في كوليدج ستيشن، تكساس.

## إنجازاته
- الرقم القياسي الشخصي: 21.78 مترًا (71 قدمًا و5 بوصات)
- الميدالية الذهبية الأولمبية 1968: 20.54 مترًا (67 قدمًا و5 بوصات)
- الميدالية الفضية الأولمبية 1964: 20.20 مترًا (66 قدمًا و3 بوصات)
- البطل الوطني الأمريكي في أعوام 1964, 1966, 1967, 1968, 1970، 1972
- بطل الرابطة الوطنية لرياضة الجامعات في دفع الجلة عامي 1966، 1967
- بطل الرابطة الوطنية لرياضة الجامعات في رمي القرص عامي 1966، 1967
- حطم الرقم القياسي العالمي في دفع الجلة أربع مرات - أفضل الأرقام السنوية لتلك السنوات:
  - 1965: 21.52 مترًا (70 قدمًا و7 بوصات)
  - 1967: 21.78 مترًا (71 قدمًا و5 بوصات)